# Glochidion gaudichaudii
Glochidion gaudichaudii är en emblikaväxtart som först beskrevs av Johannes Müller Argoviensis, och fick sitt nu gällande namn av Jacob Gijsbert Boerlage. Glochidion gaudichaudii ingår i släktet Glochidion och familjen emblikaväxter. Inga underarter finns listade i Catalogue of Life.